# Африкански порове
Африкански порове (Ictonyx) е род от семейство Порови. Съдържа два вида:
- Северноафриканска невестулка (Ictonyx libycus)
- Африкански пор (Ictonyx striatus)